# ダン3世
ダン3世（Dan III、処刑: 1460年4月）は、15世紀のワラキア貴族。ワラキア公を輩出した家系の一つダネシュティ家の出身で、ワラキア公ダン2世の息子でヴラディスラフ2世の弟である。兄ヴラディスラフ2世が又従弟にあたるドラクレシュティ家のヴラド3世にワラキア公位を追われて殺害された後、ブラショヴに逃亡した。当時ワラキア公位はダン3世の他にもヴラド3世の異母兄ヴラド僧公（カルガルル）やダンの異母弟バサラブ・ライオタが自身の正統性を主張して争っていた。ダン3世はブラショヴ市民などの支持を受けてワラキア公位を我が物にせんとしたが、ルカール近郊での戦いで破れて捕らえられた。斬首に処される前に、自分の墓を掘らされたと伝わる。

## 幼少期
ダン3世はワラキア公ダン2世の息子で、ヴラディスラフ2世の弟にあたる。ダン2世は従兄弟にあたるアレクサンドル1世アルデアとワラキア公位を巡って争い、1431年に亡くなった。ヴラディスラフ2世は、1447年にトランシルヴァニア総督フニャディ・ヤーノシュの後援を得て 、アレクサンドル1世アルデアに代わってワラキア公となったヴラド2世を放逐してワラキア公位に就いた。しかし、ヴラディスラフ2世はオスマン帝国スルタンのメフメト2世に臣従する姿勢を見せたことからフニャディの不興を買い、ヴラド2世の子ヴラド3世がフニャディの支援を受けてワラキアに侵攻した。ヴラド3世は1456年4月15日にワラキア公に即位し、ヴラディスラフ2世は捕らえられて斬首された。 

## 公位請求
ダン3世はトランシルヴァニアのブラショヴ郊外シュケイに居を定め、自身を支持するワラキアおよびファガラシュの貴族を糾合した。1456年12月16日、フニャディ・ヤーノシュの息子フニャディ・ラースローが、ブラショヴおよびツァラ・ブルセイのトランシルヴァニア・ザクセン人らに対して、「トランシルヴァニアに多くの不遇と損害を齎した」ヴラド3世に対抗してダン3世を支持するよう命じたが、ダン3世はワラキアからヴラド3世を排することはできなかった。シビウのザクセン人らは1457年3月14日より前からヴラド3世の異母兄ヴラド・カルガルルのアムラシュ包囲を支援していた。 
このような状況の中、ハンガリー王ラースロー5世は1457年3月16日に突如フニャディ・ラースローを謀反の廉で処刑してしまった。フニャディ・ラースローの母方の叔父にあたるミハイ・シラージは王に反抗したが、トランシルヴァニア・ザクセン人らは変わらず王に忠誠を誓い続けた。この状況でヴラド3世は機先を制してツァラ・ブルセイの略奪を行い、シラージとザクセン人らとの間の交渉に使者を送った。シラージとザクセン人らは、1457年11月23日（24日とも）にブラショヴ市民にダン3世を町から追放することを義務付けた和平条約に調印した。 
ヴラド3世とザクセン人らの関係は、ヴラド3世がワラキアにいたブラショヴおよびツァラ・ブルセイのすべての商人を捕らえて串刺し刑に処したことで再び緊張した。ダン3世は、1459年初めに新たにハンガリー王に即位した マーチャーシュ1世の支持を得てブラショヴに戻った。ダン3世は、4月5日に摩擦を避けてブラショヴから逃亡したワラキア商人の財産没収をブラショヴの役人に許可する布告を出して支持を得た。さらにヴラド3世が同年8月または9月にツァラ・ブルセイに侵攻して略奪を行うと、ダン3世はこれをオスマン帝国と結んだ証だとして非難した。 

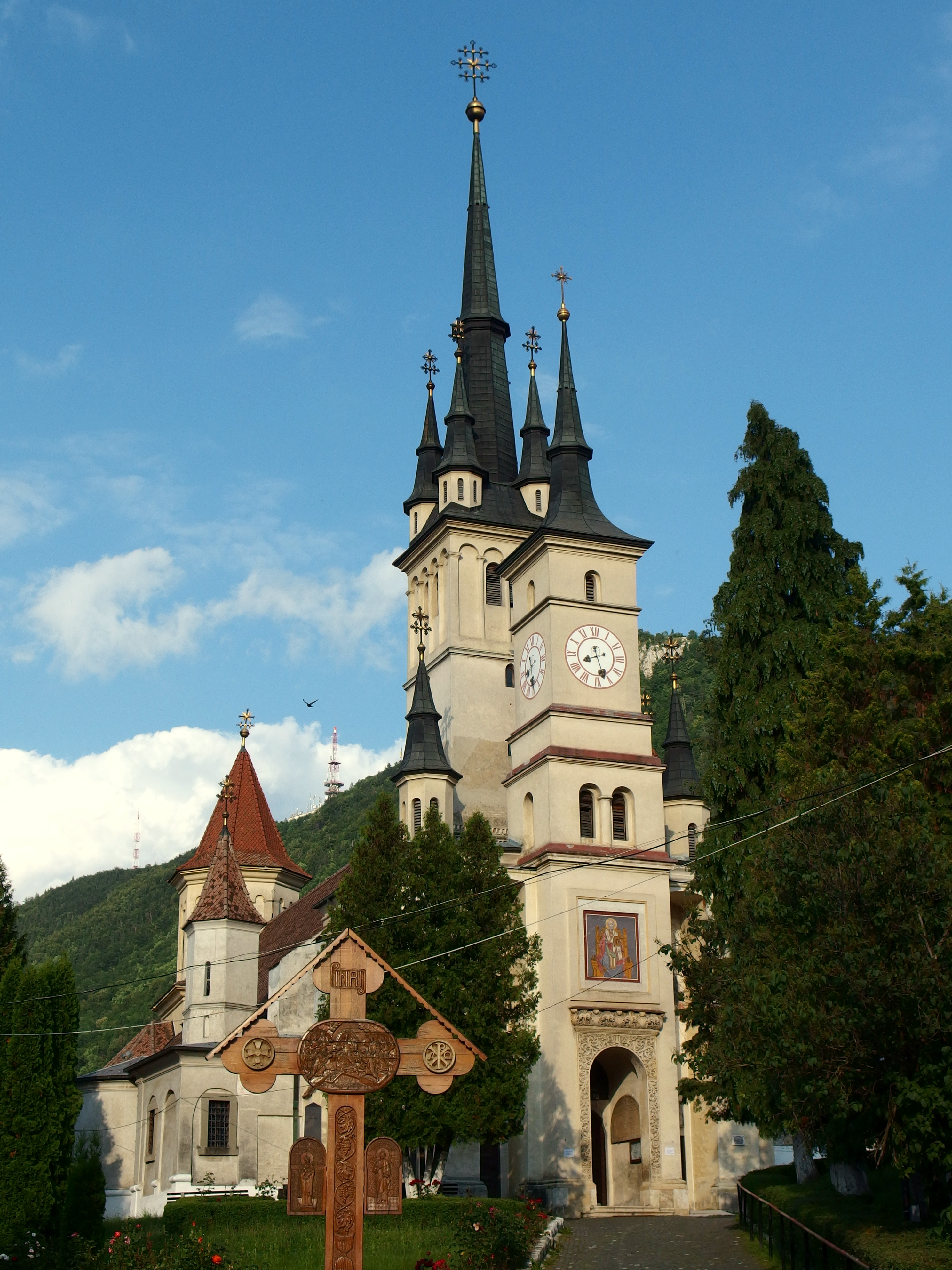
ブラショヴのシュケイにある聖ニコラエ聖堂

一方、同じくワラキア公位を請求していたバサラブ・ライオタはシギショアラに拠点を置いていた。バサラブは、1460年初頭にブラショヴのザクセン人らに対して資金援助をしてくれるなら500人の兵をもってヴラド3世と戦う、と申し出た。ダン3世も1460年2月にブラショヴ市民に対して、自身を支持する見返りにワラキア商人から押収した財物を私財とすることを認めた。続いてダン3世はトランシルヴァニアにあったワラキアの飛地であるファガラシュとアムラシュを奪取し、同地のヴラド3世の支持者らを投獄あるいは処刑した。 
ダン3世は4月にワラキアに侵攻したがルカール近郊の戦いで敗れて捕らえられた。ヴラド3世は、ダン3世に自分の墓を掘らせた上で斬首に処し、ダン3世を支持した者達を追放した。ダン3世の最期を知ったブラショヴ市民らはヴラド3世に使節団を送ったが、ヴラド3世は使節団を投獄してブラショヴ一帯で略奪を行った。歴史家のラドゥ・フロレスクとレイモント・T・マクナリーによると、トゥルグショルにある聖ニコラエ教会は、ヴラド3世がヴラディスラフ2世およびダン3世を殺したことの贖罪のため建てたものであるという。一方、クルト・W・トレプトウは、ヴラディスラフ2世およびダン3世に対する勝利を祝うために建てられたのではないかとしている。 

## 子女
ダン3世には、アルベルトとペトレという2人の息子がいた。ルーマニアの歴史家ニコラエ・イオルガは、アルベルトの名から、ダン3世の妻はカトリック教徒であったことが示唆されるとしている。息子2人はダン3世の死後トランシルヴァニアに住んだ。 